# Skate punk
Skate punk je hudební subžánr vzniklý spojením punk rocku a skateboardingu. Vznikl počátkem 80. let v Kalifornii, kde se mnoho „punk rockerů“ věnovalo skateboardingu, surfingu a dalším akrobatickým sportům, což se odráželo v textech mládežnických skupin. Z hudebního hlediska je skate punk blízký pop punku a surf rocku.
Za skate punkové kapely bývají považovány skupiny Pennywise, The Offspring, NOFX, Bad Religion, No Use for a Name a další. Jejich skladby jsou uváděny na akcích „extrémních sportů“, například X Games.
K propojení punku a skateboardingu došlo začátkem 80. let i v Československu (především v Praze), jednalo se ovšem o jednu ze specifičností československé punk-rockové scény, nikoliv o inspiraci americkým skate punkem .